# Charles Pellegrino
Charles R. Pellegrino (n. Nova Iorque, 1953), é um escritor e cientista dos Estados Unidos. Autor de muitos livros renomados e, em algumas ocasiões, polêmico quando se refere à arqueologia, incluindo "Return to Sodom and Gomorrah", "Ghosts of the Titanic" (com James Cameron), Last Train from Hiroshima, "Unearthing Atlantis" e "Ghosts of Vesuvius". É conhecido por seus trabalhos simultâneos em etnologia, antropologia forense, paleontologia, projetos avançados para foguetes, astrobiologia e arqueologia marinha.
É autor de 18 livros de ficção. Pellegrino é o cientista que criou a teoria de reprodução dos dinossauros, a partir da clonagem do DNA arqueológico dos mesmos, e que inspirou o best-seller "Jurassic Park", de Michael Crichton. Sugeriu-lhe Michael Crichton que o DNA dos dinossauros poderia ocultar-se debaixo da terra, em âmbar.
O livro mais recente de Charles Pellegrino (onde o co-autor é Simcha Jacobovici) é o altamente polêmico The Jesus Family Tomb: The Discovery, the Investigation, and the Evidence That Could Change History (2007), um livro escrito juntamente com a filmagem do documentário para o Discovery Channel sobre a mesma descoberta, dirigido James Cameron.
Atualmente, Pellegrino vive em Nova Iorque.